# Giuseppe Casari
Giuseppe Casari (* 10. April 1922 in Martinengo; † 12. November 2013 in Seriate) war ein italienischer Fußballspieler. Auf Vereinsebene für Atalanta Bergamo, die AC Neapel sowie die AC Padova aktiv, nahm er mit der Nationalmannschaft seines Heimatlandes auch an der Fußball-Weltmeisterschaft 1950 in Brasilien teil.

## Karriere

### Vereinskarriere
Giuseppe Casari, geboren 1922 in der norditalienischen Gemeinde Martinengo, begann mit dem Fußballspielen beim gleich in der Nachbarschaft beheimateten Verein Atalanta Bergamo, wo er zunächst die Jugendabteilungen durchlief und schließlich 1944 das erste Mal in die Profimannschaft von Atalanta berufen wurde. Zum damaligen Zeitpunkt befand sich Italiens Fußball in einer kriegsbedingten Pause und es fand keine offizielle Meisterschaft statt. Erst nach dem Ende des Zweiten Weltkrieges wurden die regulären Meisterschaften in Italien wieder aufgenommen und Atalanta Bergamo spielte sogleich in der erstklassigen Serie A, wo man auch in den folgenden Jahren zu finden war. Hervorzuheben in diesen Jahren ist ein fünfter Platz, erreicht in der Serie A 1947/48, was bis heute die beste Platzierung des Vereins in der höchsten italienischen Spielklasse darstellt. Giuseppe Casari war in jenen Jahren Stammtorhüter von Atalanta Bergamo und machte für diesen Klub insgesamt 170 Ligaspiele. Er blieb bis 1950 in Bergamo, ehe er sich der süditalienischen Mannschaft vom AC Neapel anschloss.
Bei Napoli war Giuseppe Casari drei Jahre lang von 1950 bis 1953 Stammtorhüter und brachte es in dieser Zeit auf 107 Ligaeinsätze. Mit dem AC Neapel, der erst 1950 wieder in die Serie A zurückgekehrt war, erreichte Casari durchaus respektable Platzierungen im oberen Mittelfeld der höchsten italienischen Liga, besonders ein vierter Platz in der Saison 1952/53 stach hervor.
Danach wechselte der Torhüter erneut den Verein und spielte fortan für den AC Padova und wechselte damit in die zweitklassige Serie B. Nach zwei Jahren Zweitligafußball gelang Casari mit Padua 1955 der Aufstieg in die Serie A. Als Neuling konnte sich die Mannschaft des späteren Startrainers Nereo Rocco mit Platz acht souverän in der italienischen Eliteliga halten, allerdings bediente sich der Verein wie auch Giuseppe Casari in jener Saison wohl auch nicht ganz erlaubter Mittel. Casari war involviert in zwei kleinere Manipulationsskandale im Umfeld des AC Padova in jenem Zeitraum, wurde aber nicht dafür belangt. Er beendete schließlich seine Laufbahn nach Ende der Saison 1955/56 im Alter von 34 Jahren, nachdem er in seiner letzten Station in Padua noch zu 54 Spielen gekommen war und seinen Stammplatz mit der Zeit eingebüßt hatte.

### Nationalmannschaft
Zwischen 1948 und 1951 brachte es Giuseppe Casari auf insgesamt sechs Einsätze in der italienischen Fußballnationalmannschaft. Ein Torerfolg gelang ihm hierbei nicht. Von Nationalcoach Ferruccio Novo wurde er ins Aufgebot der Italiener für die Fußball-Weltmeisterschaft 1950 in Brasilien berufen, wurde aber im Verlauf des Turniers nicht eingesetzt. Casari stellte vielmehr den dritten Torhüter hinter Lucidio Sentimenti von Lazio Rom und Giuseppe Moro vom AC Turin dar und verpasste so einen Einsatz. Die italienische Mannschaft indes erlebte eine enttäuschende Weltmeisterschaft, die nach einer Niederlage gegen Schweden und einem Sieg gegen Paraguay bereits nach der Vorrunde beendet war.
Zwei Jahre vor der Weltmeisterschaft stand Giuseppe Casari auch im Aufgebot für die Olympischen Sommerspiele in London und fungierte hierbei auch als Stammtorhüter. Italien unterlag aber schon im Viertelfinale der dänischen Mannschaft mit 3:5.